# Ioannis Paraskevopoulos
Ioannis Paraskevopoulos (Grieks: Ιωάννης Παρασκευόπουλος) (Lavda, 1900 – Athene, 8 april 1984) was een Grieks bankier, politicus en premier van Griekenland van 30 december 1963 tot 18 februari 1964 en van 22 december 1966 tot 3 april 1967.
Paraskevopoulos was ook minister in de regeringen van Damaskinos Papandreou (17 oktober - 1 november 1945) en Dimitrios Kiousopoulos (11 oktober - 19 november 1952).